# Geschichte des Tauchens
Die Geschichte des Tauchens begann schon vor 6500 Jahren. Die Zivilisation war vom Anbeginn der Geschichte eng an das Wasser der Flüsse, Seen und vor allen Dingen Meere gebunden. Die Gewässer sind seit Urzeiten Nahrungsgrundlage vieler Menschen und dienten als Transportwege. So ist es nicht verwunderlich, dass schon vor langer Zeit versucht wurde, die Bereiche unter der Wasseroberfläche zu erkunden.

## Frühzeit und Antike – Die Anfänge

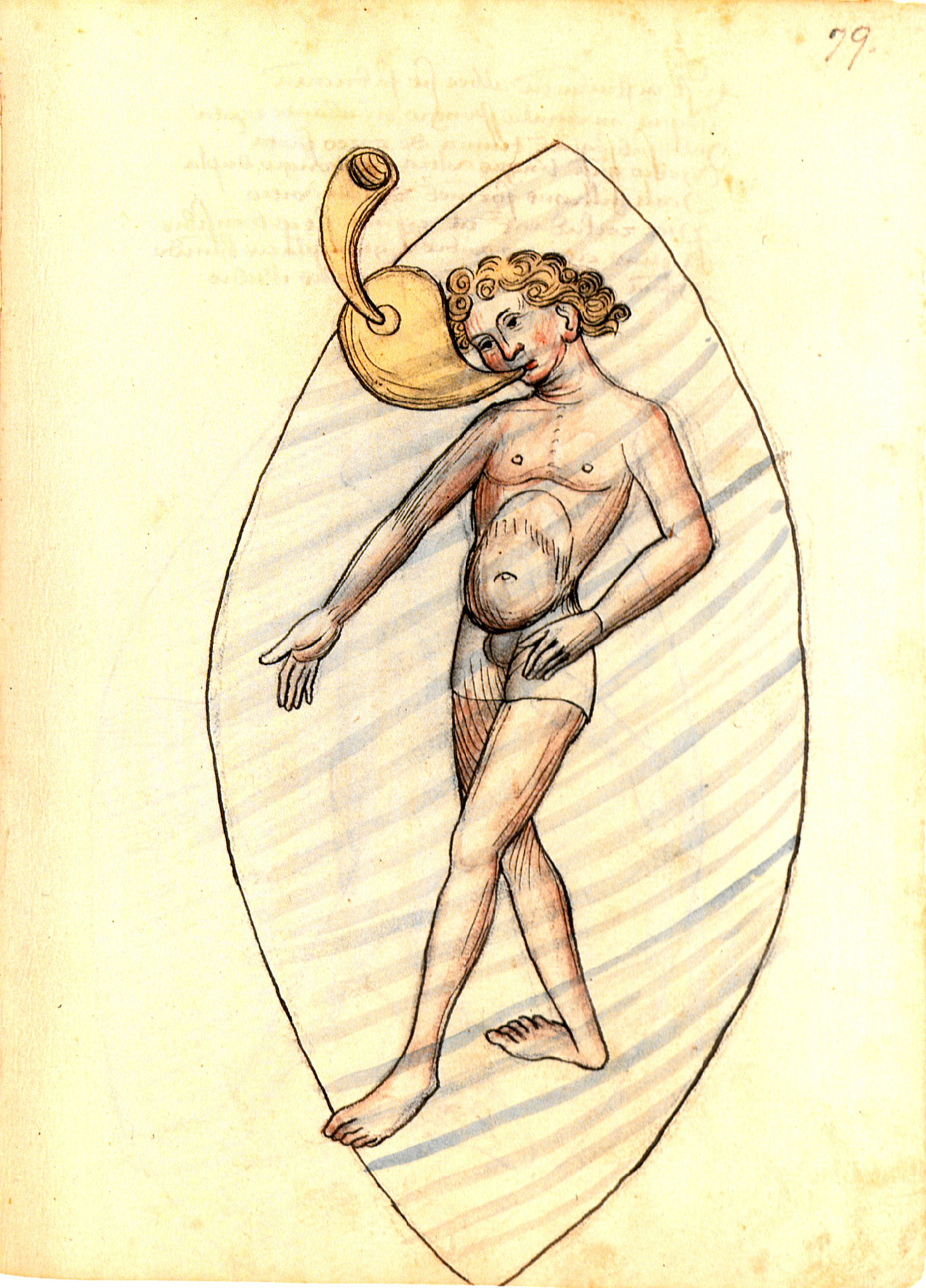
Konrad Kyeser beschrieb in seinem Werk Bellifortis 1405 einen Schnorchel

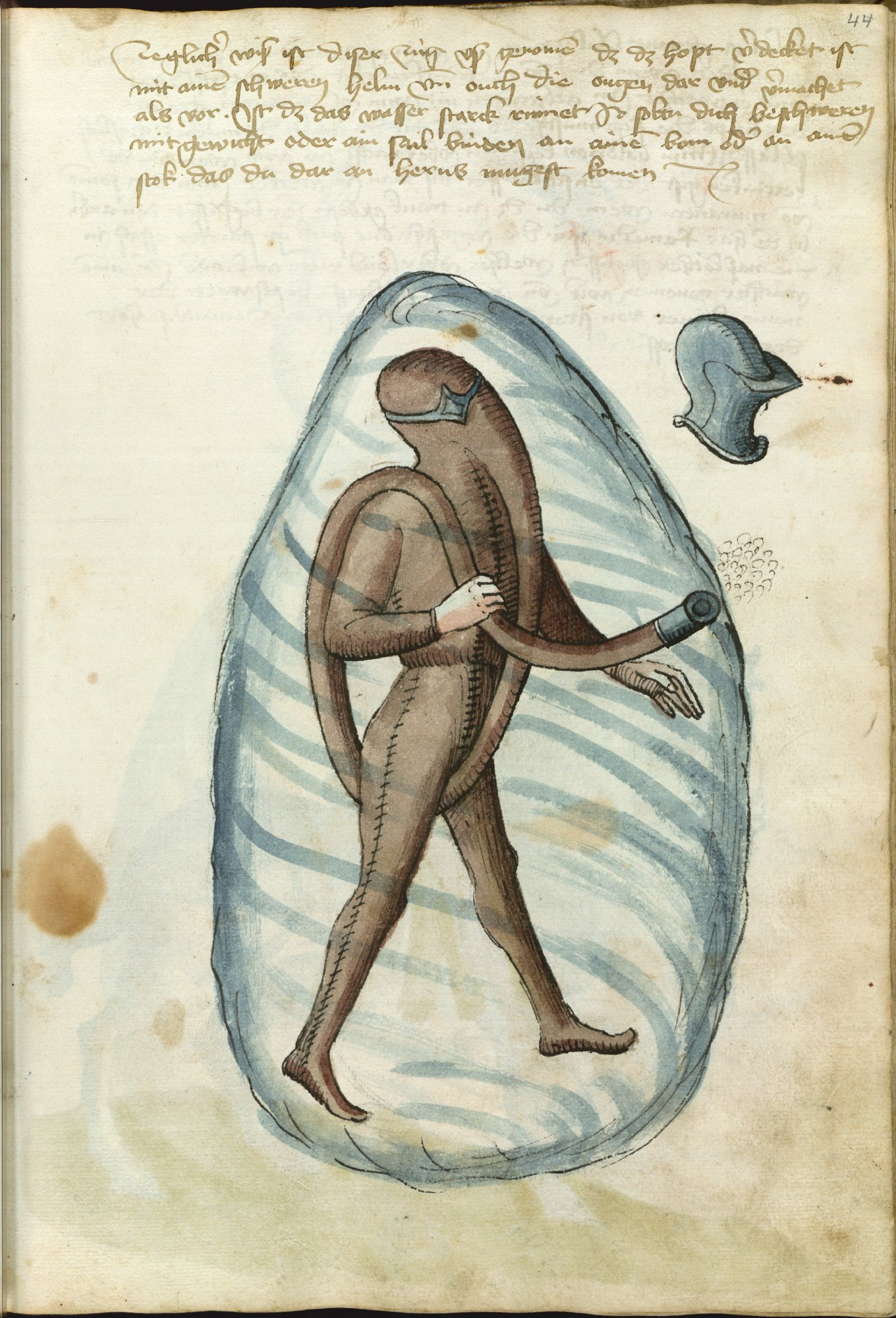
Vorschlag eines ledernen Tauchanzugs auf Fol. 44r in Konrad Kyesers Bellifortis-Handschrift Ms. Thott. 290.2° von 1459

Archäologische Funde beweisen, dass schon etwa 4500 v. Chr. Apnoetaucher in Ostasien, Indien und im Arabischen Meer nach Perlen, Perlmutt, Schwämmen und Korallen tauchten. In der japanischen Präfektur Mie tauchen bis zum heutigen Tag die so genannten Ama („Meerfrauen“) ohne Schnorchel und Pressluftgerät nach wertvollen und schmackhaften Awabi-Schnecken und halten eine jahrtausendealte Tradition am Leben. In Europa gab es erste Anzeichen für das professionelle Tauchen ab ca. 2500 v. Chr. Griechische Schwammtaucher ernteten die Tiere in großen Mengen.
2000 Jahre später tauchte der Grieche Scyllias nach versunkenen Schiffen, um wertvolle Ladung zu bergen. Dem Mythos nach soll er dabei einen umgedrehten Kessel als Luftreservoir genutzt haben. Sollte dies wahr sein, wäre er der erste Gerätetaucher der Geschichte.
Um 450 v. Chr. zur Zeit der Perserkriege erscheinen erste Berichte über griechische Marinekampftaucher. Sie sollten sich unbemerkt den feindlichen Schiffen nähern und diese anbohren. Über hundert Jahre später beschrieb Aristoteles das Prinzip der Tauchglocke. Er berichtete von griechischen Schwammtauchern, die dieses Tauchgerät verwendeten. Es wird behauptet, dass Alexander der Große in seiner Jugend einen Tauchversuch in der neuartigen Konstruktion gemacht hätte. Diese Erfindung geriet wie so viele Errungenschaften der Antike später wieder in Vergessenheit.
Um 250 v. Chr. entdeckte Archimedes die für den Schiffbau und das Tauchen wichtigen Gesetze des Auftriebes. Er erkannte, dass die Auftriebskraft eines Körpers in einem Medium genau so groß ist wie die Gewichtskraft des vom Körper verdrängten Mediums. Heute nennt man dieses Gesetz Archimedisches Prinzip, und es gehört zu den wichtigsten physikalischen Prinzipien, die ein Taucher kennen, verstehen und vor allen Dingen kontrollieren muss.
Um 60 n. Chr. berichtete der römische Feldherr, Politiker und Gelehrte Plinius der Ältere von Kampftauchern. Er war Präfekt der römischen Flotte und ließ die Taucher mit Schnorcheln ausstatten.
Vereinzelte weitere Berichte über den Einsatz von Tauchern existieren. So sollen zum Beispiel im Jahre 194 im Zuge einer Belagerung in einem der zu dieser Zeit häufigen römischen Bürgerkriege oströmische Kampftaucher einige weströmische Galeeren erobert haben.

## Mittelalter – 1000 Jahre Stillstand
Im Mittelalter gingen in Europa große Teile des Wissens der Antike verloren. Darunter war auch die Kenntnis um das Prinzip der Taucherglocke. Auch sonst war in Europa keine Innovation im Bereich der Tauchtechnik zu verzeichnen.
In dem von Bürgerkriegen zerrütteten Japan entwickelte die Kriegerkaste der Ninja eigene Schwimmtechniken und beschäftigte sich auch mit dem Tauchen.

## Neuzeit – Wissenschaft und Technik auf dem Vormarsch

### Renaissance – Rückbesinnung und erste neue Ideen

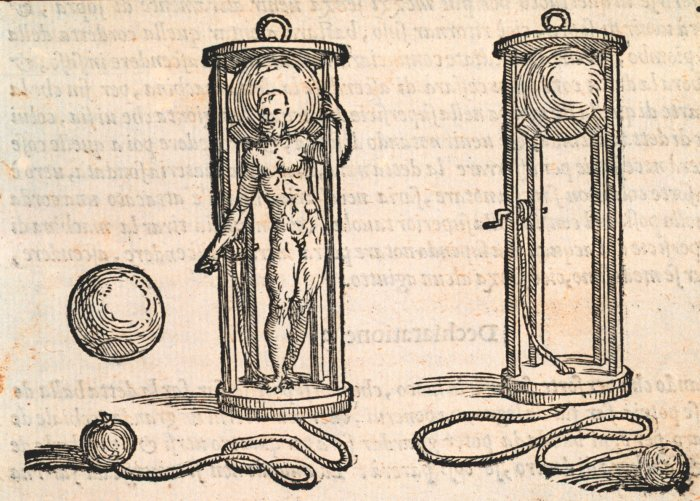
Taucherglocke aus dem 16. Jahrhundert

Das Ende des europäischen Mittelalters wurde durch den Fall Konstantinopels im Jahre 1453 und die Entdeckung der neuen Seewege durch Portugiesen und Spanier eingeleitet. Wichtige Erfindungen wie der moderne Buchdruck leiteten ein neues Zeitalter der geistigen Freiheit und des wissenschaftlichen Forscherdranges ein. Die alten Schriften der Antike wurden wieder studiert und vieles Wissen der Vorzeit neu entdeckt.
Leonardo da Vinci, einer der schöpferischsten Denker der Renaissance, entwarf um 1500 einen schweinsledernen Tauchanzug mit einer Lederkappe und handtellergroßen Glaslinsen als Maske. Zur Luftversorgung plante er einen Blasebalg mit 2 Schläuchen. Das Tauchgerät war für einen militärischen Einsatz gegen die gefürchtete osmanische Flotte gedacht. Ein Nachbau aus dem Jahre 2003 bewies die grundsätzliche Funktionsfähigkeit der Konstruktion.
1521 versuchte der erste Weltumsegler Ferdinand Magellan auf hoher See die Tiefe zu loten. Er ließ ein 700 m langes Seil ab und fand keinen Grund. Daraus zog er den Schluss, dass das Meer unendlich tief sei.
1538 wurde in Toledo eine offene Tauchglocke ohne Luftversorgung vorgeführt und somit das damals 1800 Jahre alte Prinzip neu erfunden.

### 17.  und 18. Jahrhundert  – Ursprünge der modernen Tauchtechnik
Diese Jahrhunderte sind durch grundsätzliche Entdeckungen in vielen Bereichen der Wissenschaft und nachhaltige gesellschaftliche Umwälzungen geprägt. Insbesondere die Geografie, die Mathematik und die Physik erreichten ein Erkenntnisniveau, das in vielen Fragen bis heute nicht übertroffen ist. Die gesellschaftlichen Umwälzungen waren für die Entwicklung des Tauchens nicht weniger bedeutsam. Die Glorreiche Revolution in England hatte die Entwicklung der modernen Industriegesellschaft zur Folge. Weitere radikalere Revolutionen folgten später in Frankreich und den USA. Die rasante wirtschaftliche Entwicklung und die neuen Erkenntnisse der Wissenschaft ergaben die Möglichkeit, Maschinen zu bauen, und führten zur sogenannten Ersten Industriellen Revolution, die eine grundlegende Voraussetzung für das Tauchen mit technischen Hilfsmitteln war.

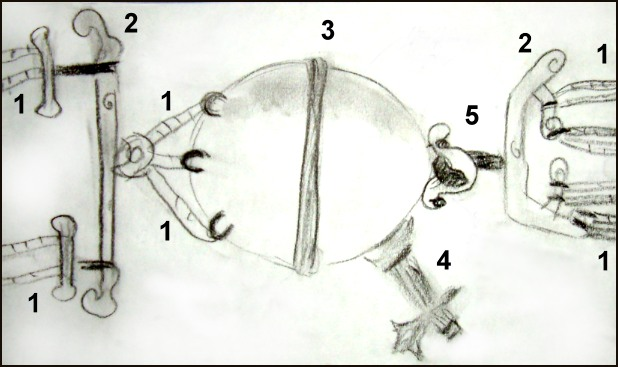
Magdeburger Halbkugeln

Um 1650 gelangen dem Magdeburger Multitalent Otto von Guericke entscheidende Entdeckungen und Erfindungen, die im Zusammenhang mit der Luft, ihrem Gewicht und dem Druck standen. Er erfand unter anderem das Barometer, die Kolbenluftpumpe und das Luftdruckgewehr. Seine teilweise spektakulären und öffentlichen Versuche bewiesen zum einen, dass Luft überhaupt Gewicht besitzt, und zeigten die Existenz und enorme Wirkung des Luftdruckes, einer bis dahin unbekannten physikalischen Größe. Die Gesetze des Druckes sind für das Tauchen von enormer Bedeutung und jeder Taucher muss sie kennen und verstehen. Guerickes Barometer ist ein Gerät zur Messung des Luftdruckes und dient der Wettervorhersage. Zu jeder modernen Tauchausrüstung gehören 2 Druckmessgeräte. Der Tiefenmesser misst die Tauchtiefe indirekt über den Wasserdruck. Das Finimeter zeigt den aktuellen Flaschendruck – also die Menge der verbleibenden Atemgase – an.
Der englische Physiker Robert Boyle beschrieb 1662 den Zusammenhang zwischen Druck und Volumen eines Gases. 1676 gelangte unabhängig von ihm sein französischer Kollege Edme Mariotte zu denselben Erkenntnissen. Das Gesetz von Boyle-Mariotte besagt, dass das Produkt aus Druck und Volumen einer festgelegten Stoffmenge von Gas konstant ist. Das bedeutet, dass bei steigendem Druck eine Gasblase an Volumen verliert und sich bei fallendem Druck ausdehnt. Dieser physikalische Zusammenhang ist die vielleicht bedeutsamste theoretische Erkenntnis für die Entwicklung des Tauchens. Die wichtigsten Probleme des Tauchens wie Druckausgleich der organischen Hohlräume oder Auftriebskontrolle können nur verstanden und kontrolliert werden, wenn man das „Gesetz von Boyle-Mariotte“ beachtet.
1670 entdeckte Robert Boyle, dass Gase sich unter Druck in Flüssigkeiten lösen und bei Druckabfall Blasen bilden. Dieses Verhalten ist für die Erklärung der Taucherkrankheit von grundlegender Bedeutung.
In der zweiten Hälfte des 17. Jahrhunderts entdeckte der französische Physiker Guillaume Amontons den Zusammenhang zwischen Druck und Temperatur eines Gases bei vorgeschriebenem Volumen. In der Literatur wird dieses physikalische Prinzip als Zweites Gesetz von Gay-Lussac bezeichnet; es besagt, dass Druck und Temperatur eines Gases bei konstantem Volumen direkt proportional sind. Das bedeutet, dass bei steigender Temperatur auch der Druck steigt und umgekehrt. Dieser Zusammenhang ist für moderne Tauchtechnik sehr wichtig. Im Rückschluss bedeutet dieses Gesetz, dass fallende Drücke zur Abkühlung führen. Eine technisch problematische Herausforderung der Luftversorgung eines Gerätetauchers ist der Abbau des extremen Hochdruckes der Pressluftflasche auf atembares Druckniveau. Das ausströmende Gas verliert an Druck und kühlt ab, was zu Vereisungen von Ventilen und Versagen der Luftzufuhr führen kann.
Im Oktober 1691 zeigte Edmund Halley der Öffentlichkeit eine Tauchglocke mit Luftversorgung. Zusätzlich zur Glocke wurden mit Luft gefüllte Fässer abgelassen. Wenn man diese unterhalb der Glocke öffnete, konnte die Glocke mit Frischluft befüllt werden. Taucher, die mit Hilfe von Atemschläuchen mit der Glocke verbunden waren, konnten die komprimierte Luft atmen. Halley, nach dem übrigens der bekannte Halleysche Komet benannt ist, blieb mit dieser Vorrichtung für 1,5 Stunden in 15 m Tiefe. Später wurden derartige Glocken mit Ablassventilen ausgestattet, so dass vor dem Nachfüllen verbrauchte Luft abgelassen werden konnte.
Um 1715 stellte der Brite John Lethbridge seine „Tauchtonne“ (diving engine) vor.  Es handelte sich um einen geschlossenen Panzertauchanzug. Der Taucher befand sich in einer hölzernen Tonne, aus der Arme und Beine heraustraten. Die Tonne war mit Lederdichtungen versehen, so dass nur die Gliedmaßen dem Wasserdruck ausgesetzt waren. Die Luftversorgung erfolgte über Blasebalge, mit denen die Tonnen vor dem Tauchgang befüllt wurden. Da der Luftvorrat in der Tonne sehr begrenzt war, waren die Grundzeiten entsprechend kurz. Nachbauten haben bewiesen, dass das Tauchen mit der „Tauchtonne“ wegen des fehlenden Druckausgleiches eine sehr schmerzhafte Prozedur war und dass die Tauchtiefe auf 20 m begrenzt blieb. Trotzdem bewährte sich die Tauchtonne bei Bergungsarbeiten an gesunkenen Schiffen.
1777 beobachtete der schwedische Forscher Carl Wilhelm Scheele, dass Bienen in einem geschlossenen Behälter länger überlebten, wenn man eine Schüssel mit Kalkwasser hineinstellte. Das in Kreislaufgeräten genutzte Prinzip der Absorption des Kohlendioxides durch Kalk war entdeckt.
1787 beschrieb der französische Physiker Jacques Alexandre César Charles den Zusammenhang zwischen Temperatur- und Volumenänderung eines Gases. 15 Jahre später im Jahre 1802 gelangte der ebenfalls französische Physiker und Chemiker Joseph Louis Gay-Lussac zu denselben Erkenntnissen. Die Schulbücher taten, wie so oft, dem ursprünglichen Entdecker unrecht.  Der entdeckte Zusammenhang wird in der Literatur allgemein als das Erste Gesetz von Gay-Lussac bezeichnet. Das physikalische Gesetz besagt, dass Temperatur und Volumen einer festgelegten Stoffmenge an Gas direkt proportional sind. Das bedeutet, dass bei steigender Temperatur das Volumen wächst.
In der zweiten Hälfte des 18. Jahrhunderts war der Maschinenbau in Großbritannien so weit entwickelt, dass leistungsfähigere und mobile Kompressoren gebaut werden konnten. Die konstant erzeugte Druckluft wurde genutzt, um Tauchglocken kontinuierlich mit Frischluft zu versorgen. 1788 konstruierte der britische Wasserbauingenieur John Smeaton die erste mit Kompressorluft versorgte Tauchglocke.
Der Kompressor gestattete auch eine weitere Form der Bewegung unter Wasser, die dem modernen Tauchen schon sehr ähnlich ist. Die Tauchglocken wurden derart verkleinert, dass sie nur noch den Kopf bedeckten. Es entstand das Helmtauchgerät. Die Luft im Helm hatte bei entsprechender Leistung des Kompressors immer den Umgebungsdruck des Wassers. Überschüssige Luft trat aus dem Helm unten aus. Allerdings konnten solche Taucher sich nur aufrecht bewegen, weil bei seitlicher oder gar Kopflage die Luft komplett aus dem Helm entwich und dieser voll Wasser lief.
Eine weitere Gefahr bestand im sogenannten Blaukommen. Bei Ausfall der Luftversorgung wurde der Taucher in den Helm gedrückt, was zu schweren Verletzungen führte.
Den ersten funktionierenden Helmtauchapparat stellte der aus Breslau stammende Karl Heinrich Klingert im Jahre 1797 vor. Er bewies, dass das Gerät prinzipiell einsetzbar ist, indem er in der Oder in 6 m Tiefe einen Baumstamm zersägte.

### 19. Jahrhundert – Die wahren Gefahren der Tiefe werden entdeckt
In diesem Jahrhundert erreichte die „Erste Industrielle Revolution“ bis dahin unbekannte Dimensionen. Die seit der Renaissance gewonnenen theoretischen Erkenntnisse wurden für praktische Anwendungen genutzt. Es kam fast jährlich zu grundlegenden Erfindungen in allen Bereichen des Lebens. Die industrielle Massenproduktion erlaubte, dass die neuen Produkte auch schnell Verbreitung fanden und nicht wie einst Leonardo da Vincis  Konstruktionen als seltenes Einzelstück oder purer Entwurf endeten. Natürlich kamen die neuen Erfindungen und Techniken auch der Entwicklung des Tauchens zugute, und zwar durch eine gegenseitige Befruchtung. Zum einen erlaubten moderne Technologien wie neuartige Methoden der Metallurgie oder Metallbearbeitung Fortschritte im Bereich der Tauchtechnik, wie Druckluftflaschen, zum anderen erforderten zum Beispiel neuartige Baumethoden tauchende Bauarbeiter. Der professionelle und häufige Einsatz von Tauchern wiederum führte zu neuen Erkenntnissen über das Tauchen selber. Aber auch die Wissenschaft machte ungeahnte Fortschritte. Die Forscher nutzten die modernen technischen Geräte, um mit neuen Messmethoden bisher unsichtbare Zusammenhänge zu erkennen. Insbesondere die Chemie, die Medizin und die Biologie waren Nutznießer dieser Entwicklung.

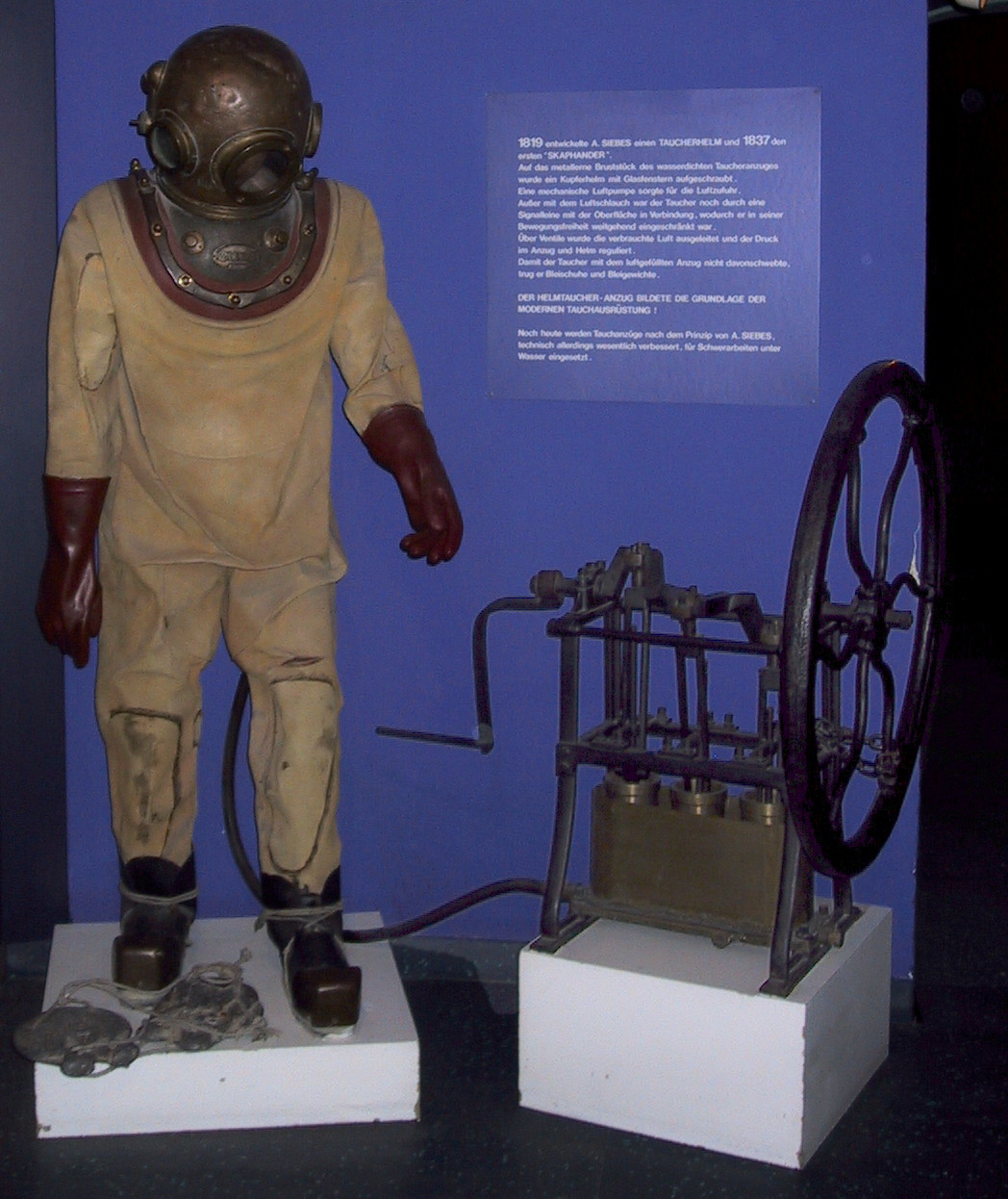
Helmtauchausrüstung

Zu Beginn des Jahrhunderts schritt die Weiterentwicklung der Helmtauchtechnik weiter voran. Der aus der kleinen Ostseestadt Barth stammende Kapitän Peter Kreeft führte 1800 einen funktionierenden Helmtauchanzug in der Ostsee vor. Ab 1819 entwickelte der in England lebende Sachse Augustus Siebe den offenen Helmtauchanzug weiter und stellte 1838 den geschlossenen Helmtauchanzug vor. Der Helm war nun wasserdicht mit dem Anzug verbunden, so dass er nicht mehr mit Wasser volllaufen konnte. Die von Siebe entwickelte Konstruktion wurde jahrzehntelang in großen Stückzahlen und verschiedenen Ländern gebaut und war weit bis in das 20. Jahrhundert hinein im Einsatz.
Die wichtigste Weiterentwicklung war, als 1865 die Franzosen Rouquayrol und Denayrouze Tauchgeräte mit Druckluftbehältern ausstatteten. Diese dienten der Sicherheit für den Fall eines Ausbleibens der externen Luftzufuhr. Mit Siebes Erfindung erreichte die Tauchtechnik ein neues Niveau. Gerätetauchgänge waren nun keine seltenen Einzelleistungen weniger Pioniere mehr. Berufstaucher begannen regelmäßig unter Wasser zu arbeiten. Die immer häufigeren Tauchgänge führten zu immer mehr praktischen Erfahrungen, aus denen bis heute gültige Regeln folgten. Zum Beispiel wurde schon in den 1830ern vorgeschrieben, dass immer zwei Taucher gemeinsam zu arbeiten haben und füreinander verantwortlich sind.
Ab 1840 kam es zu häufigen Einsätzen von Caissons (frz.: Kasten). Diese Weiterentwicklung der Tauchglocke wird bis heute für die Konstruktion von Gebäuden genutzt. Ein druckfester Kasten wurde über den Grund des zukünftigen Fundamentes gebracht, abgesenkt und anschließend mit Druckluft das Wasser herausgedrückt. Danach konnten Arbeiter im Caisson am Boden des Gewässers das Fundament ausschachten und anschließend den Bau errichten. Mit dieser Methode wurde zum Beispiel die Brooklyn Bridge in New York gebaut. Da diese Technik erfolgreich war, wurden und werden weltweit viele Brücken mit Caissons gebaut.
Unzählige Arbeiter mussten unter hohem Überdruck arbeiten. Die physiologischen Probleme des Druckes waren mangels praktischer Erfahrung nicht bekannt. Sehr viele Bauarbeiter und auch Helmtaucher erkrankten nach dem Aufstieg an einer bis dahin unbekannten Krankheit. Tausende starben. Taucher und Caisson-Arbeiter hatten keine hohe Lebenserwartung. Das rätselhafte und oft tödliche Phänomen wurde als „Maladie de caisson“, „Kastenkrankheit“, „Taucherkrankheit“ und später als „Druckluftlähmung“ benannt.
Die Krankheit wird heute als Dekompressionskrankheit bezeichnet. Bei normalem Luftdruck ist Stickstoff im menschlichen Körper nur in geringem Maße lösbar. Aber bei höherem Druck reichert sich mehr Stickstoff aus der Atemluft im Blut und Gewebe des Tauchers an. Bei schnellem Druckabfall perlt er wieder aus wie Kohlendioxid aus einer geöffneten Sodaflasche. Die winzigen Gasbläschen richten enorme Schäden am Körper des Tauchers an. 1857 veröffentlichte der deutsche Physiologe Felix Hoppe-Seyler seine Theorie der Gasblasenembolie. 1869 folgte Leroy de Mericourt hierzu mit einer medizinischen Abhandlung. Mericourt erkannte zwar den Zusammenhang zwischen Tauchtiefe, Tauchzeit und Geschwindigkeit des Aufstieges, war aber nicht in der Lage, in der Praxis handhabbare Anweisungen zu definieren. Dieser wichtige Schritt gelang erst 1878, als der französische Physiologe Paul Bert erste Regeln für die Dekompression definierte. Die Bert’schen Regeln waren für 30 Jahre die Grundlage für Taucharbeiten. Bert erkannte außerdem einen weiteren bis dahin unbekannten Zusammenhang, der in der Literatur als Paul-Bert-Effekt bezeichnet wird. Er beschrieb erstmals die giftige Wirkung von reinem Sauerstoff unter Druckbedingungen.
Eine weitere bedeutsame technische Entwicklung des 19. Jahrhunderts war die Erfindung der Fotografie durch Nièpce und Daguerre. Schon 1856 belichtete der Brite William Thompson die ersten nachweisbaren Unterwasseraufnahmen.
1873 definierte der niederländischen Physiker Johannes Diderik van der Waals eine Beschreibung der Zusammenhänge zwischen Druck, Temperatur und Volumen realer Gase, die als Van-der-Waals-Gleichung bezeichnet wird. Damit war die Phase grundlegender physikalischer Entdeckungen, die für das Tauchen von Bedeutung sind, vorerst abgeschlossen.

### 20. Jahrhundert – Moderne
Das 20. Jahrhundert war geprägt durch Weiterentwicklungen in allen Bereichen der Wissenschaft und Technik. Die durch das Fließband revolutionierte industrielle Massenproduktion gestattete die preiswerte Herstellung vieler Produkte. Neue Werkstoffe drangen bald in alle Lebensbereiche vor. So waren die Kunststoffe die Voraussetzung für Schwimmflossen, moderne Tauchmasken oder moderne Tauchanzüge. Die fallenden Preise und die wachsenden Erkenntnisse über die Tauchmedizin ermöglichten ab der 2. Hälfte des Jahrhunderts immer mehr Menschen, dem Tauchen aus reinem Vergnügen nachzugehen. Das Jahrhundert war aber auch ein Zeitalter barbarisch und industriell geführter Weltkriege und eines weltweiten Wettrüstens. Neue Waffen wie U-Boote wurden entwickelt, was auch neue Entwicklungen im Bereich des Tauchens zur Folge hatte.
Zu Beginn des neuen Jahrhunderts forschte der Britische Physiologe John Scott Haldane im Bereich der Atmung. Er erkannte, dass der Atemreflex ausschließlich vom Partialdruck des Kohlendioxides in der Atemluft abhängig ist. Im Auftrag der Royal Navy erforschte er wissenschaftlich die Gesetze der Dekompressionskrankheit und nutzte Ziegen als Versuchstiere. Er stellte fest, dass magere Ziegen weniger anfällig als fette waren, woraus er den Schluss zog, dass es unterschiedliche Gewebeklassen gibt, die den Stickstoff unterschiedlich intensiv aufnehmen. Seine bis zu einer Tiefe von 58 m geltenden Dekompressionstabellen waren für die nächsten 25 Jahre Grundlagen des Tauchens. Grundlegende Erweiterungen gelangen dem Schweizer Mediziner Albert Bühlmann in den 1950ern. Teile der Haldaneschen Tabelle haben bis heute ihre Gültigkeit nicht verloren.
Um 1907 entwickelten die deutsche Firma Dräger und die britische Firma Siebe-Gormann Tauchretter für U-Boot-Besatzungen. Diese Konstruktionen basierten auf dem Prinzip des Kreislauftauchgeräts und retteten in den beiden Weltkriegen vielen U-Boot-Besatzungen das Leben.
1912 stellte Dräger einen freitragbaren schlauchlosen Taucherapparat vor. Größter Vorteil dieses Kreislauftauchgeräts war seine Unabhängigkeit von Pumpen und ihren Bedienungsmannschaften, da der Taucher ja seinen Luftvorrat mit sich führte. Der Dräger-Taucherapparat bestand hauptsächlich auch aus den von Dräger entwickelten Komponenten Injektor, Druckreduzierventil, Finimeter und Kalipatrone zur Kohlendioxidabsorption. Diese Komponenten trug der Taucher in einem Tornister auf dem Rücken. Ergänzt wurde die Ausrüstung durch Taucheranzug, Taucherhelm und Schläuche. Auf der Brust trug der Taucher statt des üblichen Bleigewichtes ein Gewicht, das aus Stahlflaschen bestand, in welchen sich Pressluft oder komprimierter Sauerstoff gespeichert war. Der insgesamt 98 kg schwere Taucherapparat stellte dem Taucher pro Minute 60–70 Liter bzw. stündlich 3.600–4.200 Liter Atemluft zur Verfügung, ausreichend für die Bewältigung sehr schwerer Unterwasserarbeiten. Bernhard Dräger hatte den freitragbaren schlauchlosen Taucherapparat in Zusammenarbeit mit dem Drägerwerk-Oberingenieur Hermann Stelzner entwickelt. Die Entwicklung war von  intensiven physiologischen Untersuchungen bei Tauchversuchen begleitet.
Die Konstruktion wurde in den nächsten Jahren von Dräger kontinuierlich weiterentwickelt. Das Prinzip wird bis heute in modernen Kreislauftauchgeräten genutzt, allerdings wird aus Sicherheitsgründen reiner Sauerstoff nur noch selten verwendet.
1913 entwickelte Dräger seinen Tauchretter zum „Bade-Tauchretter“ weiter. Freitauchgänge wurden möglich. Erstmals konnten Tauchgeräte zu Sportzwecken genutzt werden.
Ab 1917 baute die deutsche Firma Neufeldt und Kuhnke die ersten funktionierenden Panzertauchanzüge. Ein Panzertauchanzug ist vergleichbar mit einem U-Boot eine druckfeste Konstruktion. Der Taucher befindet sich im Inneren des Anzuges unter Normaldruck. Die maximale Tauchtiefe ist nicht durch physiologische Probleme des menschlichen Körpers, sondern lediglich durch die Druckfestigkeit des Anzuges vorgegeben. Der erste Anzug von 1917 war für Tauchtiefen von bis zu 170 m ausgelegt. Mit modernen Panzertauchanzügen sind Tiefen unter 600 m erreichbar.
Der neuartige Kunststoff Neopren wurde 1930 von den US-Amerikanern Collins und Carothers im Auftrag des Chemiekonzerns DuPont entwickelt. Neopren ist ein aufgeschäumtes Chlor-Kautschuk-Polymer und hat durch die eingeschlossenen Gasblasen sehr gute Wärmeisolationseigenschaften. Moderne Tauchanzüge bestehen hauptsächlich aus diesem Material und erlauben einen längeren Aufenthalt in kälterem Wasser.
Bisher konnten Taucher nur mit schweren Schuhen aufrecht auf dem Grund laufen. Im Jahre 1933 konstruiert der Franzose Louis Ce Corlieu Schwimmflossen. Er ließ sich die Erfindung in Frankreich und den USA patentieren.
In den 1930ern forschte der US-amerikanische Marine-Offizier Charles Momsen an Problemen der Dekompression und der Stickstoffnarkose. Er testete verschiedene Atemgasgemische und ersetzte den Stickstoff der Atemluft wegen seiner schädlichen Wirkung teilweise durch das Inertgas Helium. Bis zum heutigen Tage wird bei Tieftauchgängen Trimix, eine Mischung aus Stickstoff, Helium und Sauerstoff, eingesetzt.
Ab 1937 begann der österreichische Biologe Hans Hass mit der Erforschung des Unterwasserlebens. Er entwickelte vom Boot aus belüftete Plexiglas-Taucherhelme, Unterwasserkameras, und nutzte ab 1942 ein umgebautes Dräger-Kreislauftauchgerät. Seine Bücher und insbesondere seine Filme erreichten weltweit hohe Popularität.
Zwischen 1942/43 entwickelten Georges Commeinhes und Émile Gagnan auf Anregung des bekannten französischen Meeresforschers Jacques-Yves Cousteau einen kompakten Atemregler. Diese Aqualung genannte Erfindung, war der erste moderne Atemregler. Der Atemregler entnimmt das unter Druck stehende Atemgas einer Flasche und gibt das Gas geregelt, mit nahezu Umgebungsdruck, an den Taucher ab. Die ausgeatmete Luft wird ins Wasser abgegeben. Nach einer Anekdote soll der US-amerikanische Handelsvertreter Cousteaus den US-Markt nach 10 verkauften Einheiten für gesättigt gehalten haben. Der Atemregler wurde 1955 von Gautier und Bronnec zum Einschlauch-Automaten weiterentwickelt, bei dem Hoch- und Niederdruckstufe des Reglers räumlich getrennt und durch einen Schlauch verbunden sind. Dadurch konnte der Niederdruckregler direkt am Mundstück liegen, was den Atemkomfort weiter verbesserte. Diese Technik hat sich bis heute kaum verändert.
Ab 1949 bot die deutsche Firma Barakuda die ersten für das Sporttauchen und Schwimmsport geeigneten Flossen an, die größtenteils aus Gummi bestanden.
Hans Hass prägte den Begriff Safari im Zusammenhang mit dem Tauchsport, als er 1955 erstmals zur Finanzierung seines Forschungsschiffs Xarifa damit Tauchreisen im Roten Meer anbot. Diese frühen Tauchsafaris läuteten den Beginn des Tauchtourismus ein.
Seit dieser Zeit wurden weltweit Tauchsportvereine gegründet. Der Verband Deutscher Sporttaucher (VDST) wurde 1954 und der Tauchsportverband Österreichs (TSVÖ) 1967 gegründet.
1962 erreichte der Schweizer Hannes Keller über 300 m Tiefe mit einem Atemregler und nach den Theorien von Albert Bühlmann optimierten Gasgemischen. Bei dem Rekordversuch fanden zwei Sicherungstaucher den Tod.
Im folgenden Jahr wurde das „Dekometer“ eingeführt. Es handelte sich um einen mechanischen Rechner, der aus Tauchzeit und Tiefe die Dekompressionszeit ermittelte.
Zwischen 1962 und 1970 betrieben Frankreich und die USA erste Unterwasserstationen zur Erforschung der Langzeiteinwirkung des Druckes auf den menschlichen Körper.
Ebenfalls in den 1960ern wurden an der State University of New York erste frühe Versuche der Flüssigkeitsatmung durchgeführt. Als Versuchstiere wurden Mäuse genutzt.
Ab 1968 wurde das aufgrund mehrerer tödlicher Unfälle umstrittene elektronisch geregelte Kreislauftauchgerät eingeführt. Ursprünglich wurde mit reiner Sauerstoffzufuhr gearbeitet. Da reiner Sauerstoff ab 7 m Tiefe giftig ist, werden derartige Geräte inzwischen meist mit Pressluft betrieben und gelten als zuverlässig. Sogenannte „Elektrolungen“ gehören heute zur Grundausstattung der Kampf- und Minentaucher der Bundesmarine. Sie werden wegen der geringen Atemgeräusche gerne von Tierfotografen genutzt. Aufgrund der hohen Kosten sind Kreislauftauchgerät bei Sporttauchern sehr selten.
Der Hersteller Scubapro stellte 1971 die erste Tarierweste vor. Auftriebskontrollwesten gehören heute zur Grundausstattung jedes Tauchers, und der Umgang mit diesem Gerät gehört zu jeder Grundausbildung.
Zu Beginn der 1980er wurden die ersten zuverlässigen Tauchcomputer vorgestellt. Die elektronische Rechentechnik erlaubt, die Stickstoffsättigung des Körpers präziser zu berechnen. Beim modernen Tauchen werden die klassischen Tabellen nur noch in der Grundausbildung eingesetzt. So gut wie jeder Taucher benutzt inzwischen Tauchcomputer.
Sinkende Preise und die Sicherheit moderner Technik führten in den 1990ern zu einem Boom des Sporttauchens. Schätzungen besagten, dass alleine in den USA jährlich 500.000 Gerätetaucher ausgebildet wurden. Im Jahre 2000 zertifizierte der weltweit größte Tauchsportverband PADI 950.000 neue Taucher. 2001 gab es in Deutschland 6.000 Tauchlehrer. 2002 gab es alleine in den USA geschätzte 8,5 Millionen Menschen, die einen Tauchschein besaßen.

### Neueste Forschungen – Mögliche Zukunft
Seit 1990 wird unter anderem an der Berliner Charité an der Flüssigkeitsbeatmung geforscht. Perfluorcarbone sollen als Atemgasersatz dienen. Inzwischen haben die Forschungen einen Stand erreicht, dass Patienten mit extremen Verbrennungsverletzungen der Lunge und Frühgeburten flüssig beatmet werden können. Wegen der hohen Risiken und Kosten wird diese Therapie nur im Extremfall genutzt. Für das Tauchen würde diese Technik einen Quantensprung bedeuten. Flüssigkeiten sind nur schwach kompressibel. Ein flüssig beatmeter Taucher könnte theoretisch wesentlich tiefer tauchen als heutige Extremrekorde. So erreichten 1992 Taucher der französischen Tauchgesellschaft Compagnie maritime d'expertises (COMEX) bei einem simulierten Tauchgang das Druckniveau wie in 701 Metern Tiefe.
Seit einigen Jahren testet COMEX auch neuartige Atemgasgemische. Ziel ist, das kostenintensive Helium durch preiswertere Gase wie Wasserstoff zu ersetzen.
Seit Mitte der 1990er wird in Israel an der Gewinnung der im Wasser gelösten Luft geforscht. Das Wasser wird mit Zentrifugen dekomprimiert. Der fallende Druck führt zum Aussieden der gelösten Gase. Ziel der Forschung sind elektrische Kiemen. Allerdings würde die Technik in normal angereichertem Wasser einen Wasserdurchsatz von über 4000 l/min voraussetzen, um einen durchschnittlich atmenden Menschen mit ausreichend Atemluft zu versorgen. Die entsprechend leistungsfähige Filter- und Pumpentechnik ist noch viel zu groß und schwer für ein tragbares Gerät. Kombinationen mit herkömmlichen Kreislaufgeräten sind aber schon im Labor getestet worden. Insbesondere die israelische Marine und die US-Navy interessieren sich für diese neue Technik. Der Vorteil wäre, dass man auf aufwendige Kompressoren zur Flaschenbefüllung verzichten könnte. Man müsste lediglich die Akkumulatoren aufladen. Dass Akkus relativ schwer sind, würde theoretisch kein Problem darstellen, da sie die Bleigewichte und schweren Druckflaschen ersetzen könnten.